# Archives (metropolitana di Washington)
Archives è una stazione della metropolitana di Washington, situata sul tratto comune di linea gialla e linea verde. Si trova nel quartiere di Penn Quarter, nei pressi del Palazzo degli Archivi Nazionali e dello United States Navy Memorial.
È stata inaugurata il 30 aprile 1983, contestualmente all'apertura della linea gialla. La stazione era inizialmente chiamata Archives-Navy Memorial, mentre nel 2004 fu rinominata Archives-Navy Memorial-Penn Quarter; nel 2011, "Navy Memorial-Penn Quarter" divenne un sottotitolo.
La stazione è servita da autobus del sistema Metrobus (anch'esso gestito dalla WMATA) e da autobus della Maryland Transit Administration e della Potomac and Rappahannock Transportation Commission.